# Емануел Коуту
Емануел Коуту (порт. Emanuel Couto; нар. 6 серпня 1973) — колишній португальський тенісист.
Найвищу одиночну позицію світового рейтингу — 174 місце досяг 22 лютого 1996, парну — 91 місце — 6 вересня 1997 року.
Здобув 1 парний титул.
Найвищим досягненням на турнірах Великого шолома було 2 коло в парному розряді.
Завершив кар'єру 2003 року.

## Фінали за кар'єру

### Парний розряд: 2 (1–1)
| Легенда                         |
| Турніри Великого шлему (0/0)    |
| Чемпіонат світу туру ATP (0/0)  |
| Серія Мастерс ATP (0/0)         |
| Серія ATP Інтернешнл Ґолд (0/0) |
| Серія ATP Інтернешнл (1/1)      |

| Титули за покриттям |
| Тверде (0/0)        |
| Ґрунт (1/1)         |
| Трава (0/0)         |
| Килим (0/0)         |

| Результат | Ранг | Дата     | Турнір              | Покриття | Партнер            | Суперники                      | Рахунок       |
| --------- | ---- | -------- | ------------------- | -------- | ------------------ | ------------------------------ | ------------- |
| Поразка   | 1.   | Бер 1995 | Касабланка, Марокко | Ґрунт    | Жоао Кунья е Сілва | Томас Карбонелл Франсіско Ройг | 6–4, 6–1      |
| Перемога  | 1.   | Чер 1996 | Порту, Португалія   | Ґрунт    | Бернардо Мота      | Джошуа Ігл Ендрю Флорент       | 4–6, 6–4, 6–4 |